# Herminia Palomar Pérez
Herminia Palomar Pérez (Castelló de la Plana, 1971) és una política valenciana. Militant del Partit Popular, ha estat alcaldessa de Begís des del 1999 fins al 2012, i ha estat diputada a la Diputació de Castelló de 1999 a 2003. Ha estat escollida diputada per la província de Castelló a les eleccions a les Corts Valencianes de 2003 i 2007. També és vicesecretària provincial del PP a Castelló.
Herminia Palomar deixà l'alcaldia de Begís el març de 2012 per a ser nomenada Directora General d'Integració i Cooperació de la Generalitat Valenciana sota la direcció de la consellera de Benestar Social n'Asunción Sánchez Zaplana.